# Stig Rästa
Raul-Stig Rästa (født 24 februar 1980) er en estisk sanger og sangskriver, der repræsenterede Estland i Eurovision Song Contest 2015 sammen med Elina Born med sangen "Goodbye to Yesterday".
Mellem 2002 og 2006 dannede han et band Slobodan floden med Ithaka Maria og Tomi Rahula. Siden 2006 har han spillet i Trafik og også i Outloudz siden 2010.
I 2011 var han deltager i den femte sæson af "Lad os Dance". Han fik et samarbejde med Karina Vesman og de endte på en 4. plads.
I 2012 Stig spillede Moritz i den estiske oprindelige produktion af musicalen "Spring Awakening".